# Дивехи
Дивехи (самоназвание: ދިވެހިބަސް), наричан още малдивски език, е индоарийски език, говорен от около 350 хиляди души на Малдивските острови.
Има статут на официален език на Малдивите, но е разпространен и на принадлежащите към Индия острови Лакшадвип. Езикът използва собствена писменост, наречена тана, която се чете от дясно наляво и се основава на арабско-персийското писмо.

## Фонетика
Особеността на малдивския език е това, че две съседни гласни не се обединяват при произнасянето в дифтонг, а се отделят една от друга чрез глотална пауза. В изначалния дивехи не присъстват струпвания от съгласни, като максималната словесна структура е CVC. Фонетиката на заимстваните думи обикновено се изменя под тази структура.

## Граматика

### Номинална морфология
Номиналната система на малдивския език включва съществителни, местоимения, прилагателни и числителни като част на речта.

### Съществителни
Съществителните в малдивския език се склоняват до определеност, число и падеж. Числото може да е единствено или множествено. Съществуват седем падежа.

## Азбука
Стара азбука:
ހ ށ ނ ރ ބ ޅ ކ އ ވ މ ފ ދ ތ ލ ގ ޱ ސ ޑ ޝ ޒ ޓ ޏ ޔ ޕ ޖ ޗ
Нова азбука:
ހ ށ ނ ރ ބ ޅ ކ އ ވ މ ފ ދ ތ ލ ގ ޏ ސ ޑ ޒ ޓ ޔ ޕ ޖ ޗ

## Вежлива форма
Съществуват три форми на обръщение, приложими в различни части на обществото. Най-вежливото обръщение се прилага по отношение на представителите на обществения елит. То също така е стандартно в малдивската телевизия и радио. Втората форма на обръщение, почти в същата степен вежлива, служи за разговори с възрастни хора и непознати. Третата форма се използва в ежедневното неформално общуване.

## История
Дивехи се отнася към индоарийските езици и възниква наред със синхалския език преди около 1500 г.

## Заимствания
Малдивския език изпитва влиянието на много други езици, особено арабския, който от 12 век оказва голямо въздействие на неговата писменост и речников запас. Наред с други езици, оставящи следа в малдивския, се намират и синхалския, хинди, персийски, малаялам, а в днешно време и английски.

## Диалекти
Поради голямото разстояние между островите на Малдивския архипелаг са се образували няколко диалекта със съществено различия в произношението и речниковия запас. Между жителите на северните острови от архипелага и жителите на 1жните острови могат да възникнат трудности в комуникацията.